# Hampstead, Maryland
Hampstead är en ort i Carroll County i delstaten Maryland, USA.